# Overseal
Overseal – wieś w Anglii, w hrabstwie Derbyshire, w dystrykcie South Derbyshire. Leży 22 km na południe od miasta Derby i 168 km na północny zachód od Londynu.